# Ken Kirzinger
Kenneth Kirzinger (Saskatchewan, 1959. november 4.–) kanadai színész és kaszkadőr, akinek legismertebb szerepe Jason Voorhees a Freddy vs. Jason (2003) című horrorfilmből, illetve a Pa nevű kannibál a Halálos kitérő 2.-ből (2007) és Rozsdabarna a Kéjutazás 3.-ból (2014).

## Kaszkadőr jelenetek
Kirzinger szerint a legnehezebb dolog, amin keresztül ment az Jason Voorhees szerepe volt a Freddy vs. Jason (2003) című filmben, ahol elsüllyedt a tóba. A jeleneteket egy tartályban forgatták, amely erősen klórozott és törmelékes volt, aminek úgy kellett látszódnia, mint a tó vize. Ronny Yu rendező Ken szemének közelképét akarta látni, és azt akarta, hogy a vízbe süllyedjen, nyitva tartott szemmel. Nem szabadott lélegeznie, mert az látszódott volna a filmben. A víz tetején feküdt, és annyit kellett engednie magának, hogy lemerüljön a tartály aljára anélkül, hogy lélegzett volna, és nyitva kellett tartania a szemét. Kirzinger valóban visszatartotta lélegzetét, és a vízben lévő klór égette a szemét.

## Magánélete
Testvére Dave Kirzinger, aki 1978-tól 1986-ig a Kanadai Labdarúgó Liga Calgary Stampeders csapatában játszott. Ismert barátai Brad Loree, a Kanada Kaszkadőrök másik tagja, aki nevezetesen a Halloween – Feltámadás című horrorban játszotta az ikonikus Mike Myers-t, Robert Englund, akivel együtt szerepelt a Freddy vs. Jasonben Freddy Kruegerként, és Kane Hodder színész, aki őelőtte játszotta Jason Voorhees-t. Annak ellenére, hogy Hodder néha csalódottságát fejezi ki amiatt, hogy nem választották meg ötödik alkalommal Jasonnek a Freddy vs. Jason filmhez, ő és Kirzinger nagyon jó barátok, és Kirzinger kijelentette, hogy élvezik egymás társaságát a találkozásaik során.

## Megjelenései filmekben

### Színészként
| Év   | Magyar cím                     | Eredeti cím                        | Szerep           | Rendező           |
| ---- | ------------------------------ | ---------------------------------- | ---------------- | ----------------- |
| 2016 | Mindenáron gyilkos             | The Assignment                     | Becker ápoló     | Walter Hill       |
| 2014 | Kéjutazás 3.                   | Joy Ride 3: Roadkill               | Rozsdabarna      | Declan O'Brien    |
| 2010 | Ikarosz                        | Ikarus                             | Vadim gyilkos 1# | Dolph Lundgren    |
| 2009 | Nincs Helsing – Rémes film     | Stan Helsing                       | Mason            | Bo Zenga          |
| 2008 | Amikor megállt a Föld          | The Day the Earth Stood Still      | Arguing Evacuee  | Scott Derrickson  |
| 2008 | Utazás a Föld középpontja felé | Journey to the Center of the Earth | harcos           | T.J. Scott        |
| 2007 | Seattle öt napja               | Battle in Seattle                  | rendőrtiszt 2#   | Stuart Townsend   |
| 2007 | Halálos kitérő 2.              | Wrong Turn 2: Dead End             | Pa               | Joe Lynch         |
| 2007 | Az örök kaszkadőr              | Hot Rod                            | Trailer srác     | Akiva Schaffer    |
| 2003 | Freddy vs. Jason               | Freddy vs. Jason                   | Jason Voorhees   | Ronny Yu          |
| 2000 | Trixie                         | Trixie                             | Avery testőre    | Alan Rudolph      |
| 2000 | Kutyaütők                      | Screwed                            | rendőr           | Larry Karaszewski |

### Kaszkadőrként
| Év   | Magyar cím                                  | Eredeti cím                              | Rendező         | Megjegyzés               |
| ---- | ------------------------------------------- | ---------------------------------------- | --------------- | ------------------------ |
| 2011 | Ház az erdő mélyén                          | The Cabin in the Woods                   | Drew Goddard    | kaszkadőr                |
| 2010 |                                             | Messages Deleted                         | Rob Cowan       | kaszkadőr-koordinátor    |
| 2010 | Kutyák és macskák: A rusnya macska bosszúja | Cats & Dogs: The Revenge of Kitty Galore | Brad Peyton     | kaszkadőr                |
| 2010 |                                             | The Final Storm                          | Uwe Boll        | kaszkadőr                |
| 2010 | Ikarosz                                     | Icarus                                   | Dolph Lundgren  | kaszkadőr-koordinátor    |
| 2009 | A Sherwoodi erdő titka                      | Beyond Sherwood Forest                   | Peter DeLuise   | dupla kaszkadőr, TV film |
| 2009 | Alkonyat – Újhold                           | The Twilight Saga: New Moon              | Chris Weitz     | kaszkadőr                |
| 2009 | 2012                                        | 2012                                     | Roland Emmerich | kaszkadőr                |

### Televíziós sorozatai
| Év        | Magyar cím                 | Eredeti cím                     | Szerep                   | Megjegyzés                        |
| --------- | -------------------------- | ------------------------------- | ------------------------ | --------------------------------- |
| 2007-2013 | Psych – Dilis detektívek   | Psych                           | Bob / csapos             | 2 epizód                          |
| 2012      | A rejtély                  | Fringe                          | Légi marsall             | 1 epizód                          |
| 2007-2011 | Smallville                 | Smallville                      | tudós / 33.1-es őr #2    | 2 epizód                          |
| 2010      | Tökéletes célpont          | Human Target                    | testőr                   | epizód: "Corner Man"              |
| 2008      | Csillagkapu: Atlantisz     | Stargate: Atlantis              | csapos                   | epizód: "The Kindred: Part 2"     |
| 2007      | Vámpírakták                | Blood Ties                      | Swanson                  | epizód: "Necrodrome"              |
| 2006      | Odaát                      | Supernatural                    | Jared Bender             | epizód: "The Benders"             |
| 2004-2006 | Csillagkapu                | Stargate SG-1                   | Jaffa / Jaffa parancsnok | 3 epizód                          |
| 2005      | M, mint muskétás           | Young Blades                    | katona                   | epizód: "Secrets of the Father"   |
| 2001-2004 | Androméda                  | Andromeda                       | Glux / Willie            | 2 epizód                          |
| 2001      | Sötét angyal               | Dark Angel                      | véres harcos 2#          | epizód: "Proof of Purchase"       |
| 1998      | Holló – Út a mennyországba | The Crow: Stairway to Heaven    | Koch                     | epizód: "Get a Life"              |
| 1998      |                            | First Wave                      | rendőr 3#                | epizód: "Subject 117"             |
| 1998      |                            | Dead Man's Gun                  | 'Szörnyű Tom' Pruet      | epizód: "Winner Take All"         |
| 1998      | Száguldó vipera            | Viper                           | Stan McGiles             | epizód: "Regarding Catlett "      |
| 1997      |                            | The Wonderful World of Disney   | angyal 1#                | epizód: "Angyalok a pályán"       |
| 1997      |                            | Poltergeist: The Legacy         | Deke                     | epizód: "Mind's Eye"              |
| 1996      | Végtelen határok           | The Outer Limits                | Moloch                   | epizód: "Feltámadás"              |
| 1995      |                            | Lonesome Dove: The Outlaw Years | Felon                    | epizód: "A visszatérés"           |
| 1995      |                            | Hawkeye                         | Fallon őrmester          | epizód: "The Boxer"               |
| 1994      |                            | Robin's Hoods                   | Moss                     | epizód: "Új kezdetek"             |
| 1994      | Kobra                      | Cobra                           | Sam                      | epizód: "Aces and Eights"         |
| 1993      |                            | Madison                         | Dennis                   | epizód: "Last Pick"               |
| 1993      | X-akták                    | The X Files                     | Richter                  | epizód: "Jég"                     |
| 1992      | Hegylakó                   | Highlander                      | Kirby                    | epizód: "Bad Day in Building 'A'" |
| 1987-1991 | MacGyver                   | MacGyver                        | Testőr / lény            | 2 epizód                          |
| 1990      |                            | Neon Rider                      |                          | epizód: "Running Man"             |
| 1989      |                            | Bordertown                      | Powers                   | epizód: "Ties That Bind"          |
| 1988      |                            | T and T                         | Valis                    | epizód: "Now You See It"          |